# Mijaíl Naumóvich Gurévich
Mijaíl Naumóvich Gurévich Михаи́л Наумо́вич Гуре́вич (Járkov, antigua URSS, 22 de febrero de 1959) es un Gran Maestro Internacional de ajedrez, actualmente reside en Turquía.
Anteriormente vivió en Bélgica, del 1991 al 2005.
En abril de 2007, en la lista de la FIDE, ocupa el puesto 81.º del mundo con un Elo de 2635 y número de 1º de Turquía.
En 1984 Gurévich ganó el Campeonato de Ucrania de ajedrez .
En 1985, obtuvo el título de Maestro Internacional y ganó el Campeonato de la URSS de ajedrez, compartiendo el primer puesto con Víktor Gavrikov y Aleksandr Chernin.
En 1986 consiguió el de Gran Maestro.
En 2002 fue subcampeón del 3º Campeonato de Europa Individual de ajedrez, celebrado en Batumi, Georgia, tras el polaco Bartłomiej Macieja, que resultó campeón ese año. Ganó el Campeonato de Turquía de ajedrez en el 2006.
Gurevich es un experto en la Defensa Francesa entre otras.
En 1991 escribió un libro titulado "La defensa india de dama: Sistema Kaspárov", publicado por Batsford.

## Cuartos de final de Candidatos contraLékó, mayo-junio,Elistá,Kalmukia, 2007
| Jugador         | R1 | R2 | R3 | R4 | R5 | R6 | Total             |
| --------------- | -- | -- | -- | -- | -- | -- | ----------------- |
| Lékó            | =  | 1  | 1  | 1  |    |    | 3.5 (clasificado) |
| Mijaíl Gurévich | =  | 0  | 0  | 0  |    |    | 0.5 (eliminado)   |